# Alfred Zimmermann

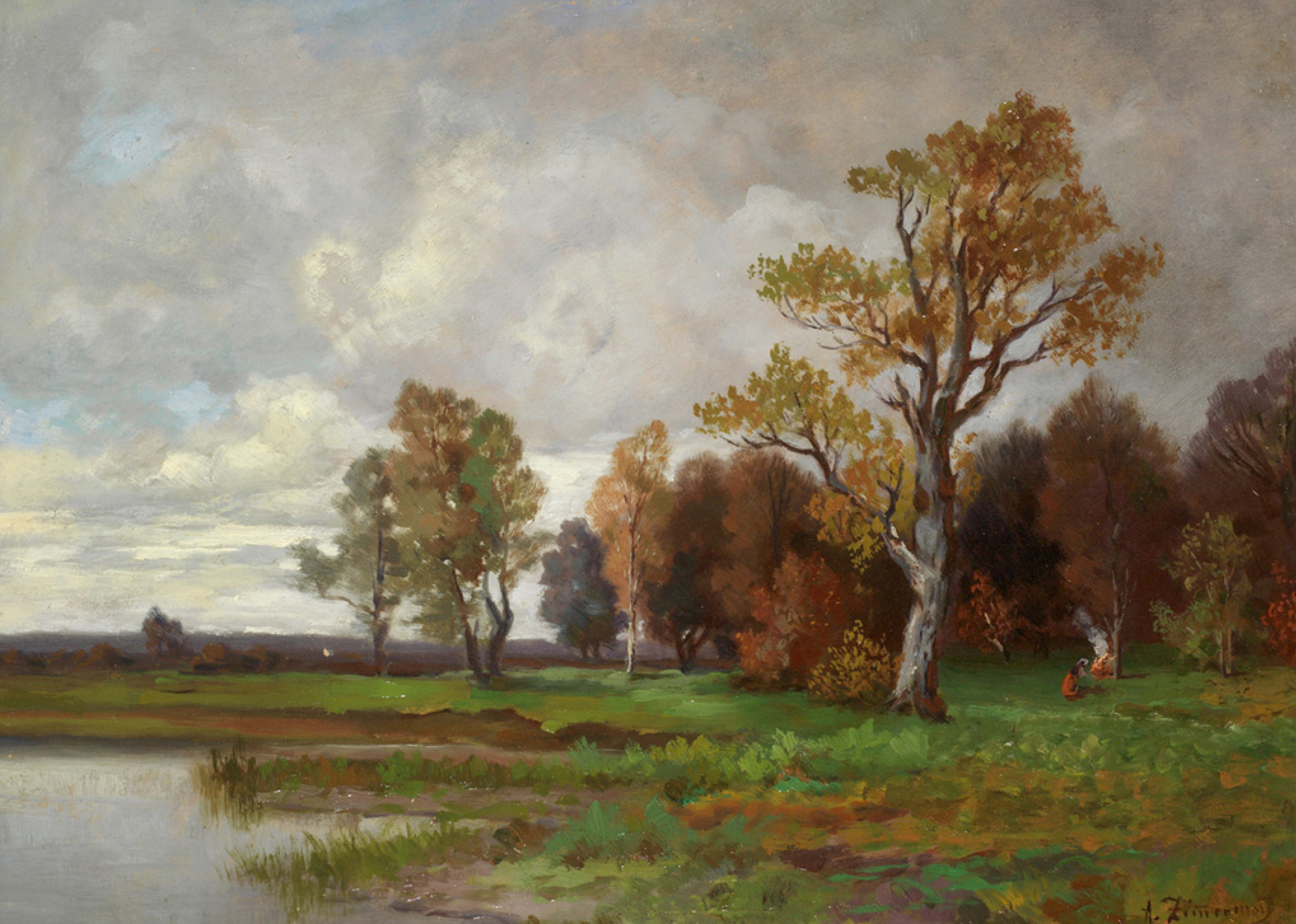
Chiemsee av Alfred Zimmermann.

Alfred Zimmermann, född den 16 maj 1854 i München, död den 21 maj 1910 vid Chiemsee, var en tysk målare. Han var son till Reinhard Sebastian Zimmermann och bror till Ernst Zimmermann.
Zimmermann målade figurtavlor och landskap, oftast från Oberbayern.